# Hélio de la Peña
Hélio de la Peña, nome artístico de Helio Antonio do Couto Filho (Rio de Janeiro, 18 de junho de 1959), é um ator, redator, escritor, roteirista, engenheiro, apresentador e humorista brasileiro. É membro do grupo humorístico Casseta & Planeta.

## Biografia
De família humilde na Vila da Penha, eventualmente conseguiu uma bolsa para estudar no Colégio São Bento, onde se destacou nos estudos e virou campeão de olimpíadas de matemática. Por conta de um bisavô alemão, o humorista, tem olhos verdes. Passou na UFRJ para estudar Engenharia de Produção, sendo colega de Marcelo Madureira e Beto Silva. O trio em 1978 fundaria o fanzine de humor Casseta Popular. Trabalhou na empresa Promon Engenharia e participou da Banda Casseta & Planeta. Foi um dos redatores do programa TV Pirata (1988 a 1990, 1992).
Com o grupo Casseta & Planeta, escreveu e atuou nos filmes A Taça do Mundo É Nossa (2003), direção de Lula Buarque, e Seus Problemas Acabaram (2006), com a direção de José Lavigne. Lançou O Livro do Papai (editora Objetiva) em 2003 e o romance de humor Vai na Bola, Glanderson (Objetiva) em 2006. Adaptou O Livro do Papai para a televisão, criando um especial em quatro episódios chamado Paidecendo no Paraíso (GNT, 2007). Com Arlindo Cruz e Mu Chebabi, é autor do Samba da Globalização, que lançou a programação da Rede Globo em 2008.
Atualmente atua também como humorista de stand-up.

## Publicações
- Peña, Helio de la (2003). O Livro Do Papai. Rio de Janeiro: Objetiva. 152 páginas. ISBN 85-7302-509-3
- Peña, Helio de la (2006). Vai na bola, Glanderson!. Rio de Janeiro: Objetiva. ISBN 85-7302-781-9
- Peña, Helio de la (2010). Meu Pequeno Botafoguense. Rio de Janeiro: Belas-Letras. 24 páginas. ISBN 978-85-60174-48-5
- Gomes, Daniel Takata & Peña, Helio de la (2017). Poliana Okimoto. São Paulo: Contexto. 240 páginas. ISBN 855200013X

## Personagens

### Reais
- Celso Fritas (Celso Freitas)
- Glória Maria
- Michael Jackson
- Ronaldinho Gaúcho
- Pelé
- Celso Pitta
- Barack Obama

### Fictícios
- Tia Nastácia
- Mister PM
- O locutor Jabaculemos
- Nego Boiça, do Sambabaca
- Nãocomi Campbell
- Atocha Humano, da série Super Heróis Brasileiros
- Mc Deumal
- Mamila Peitanga (Bebel/Camila Pitanga), da novela Paraíso do Bilau

## Filmografia

### Televisão
| Ano               | Título                      | Papel                  | Notas                        |
| ----------------- | --------------------------- | ---------------------- | ---------------------------- |
| 1987              | Wandergleyson Show          | —                      | Redator                      |
| 1988 - 1990; 1992 | TV Pirata                   | —                      | Redator                      |
| 1991              | Doris para Maiores          | Ele mesmo              | Redator e Repórter           |
| 1992 - 2010       | Casseta & Planeta, Urgente! | Vários Personagens     | Redator e Ator               |
| 2012              | Casseta & Planeta Vai Fundo | Vários Personagens     | Redator e Ator               |
| 2014              | Segunda Dama                | Edimúcio de Jesus      | Série                        |
| 2014              | Didi e o Segredo dos Anjos  | Ernânio / Narrador     | Telefilme                    |
| 2015              | Totalmente Demais           | Zé Pedro Ribeiro       | Telenovela                   |
| 2021              | Meu amigo Bussunda          | Ele mesmo              | Minissérie                   |
| 2024              | Encantado's                 | Simpatia               | Episódio: "Um dia, um adeus" |
| 2025              |                             |                        |                              |
| Show 60 Anos      | Chicória Maria              | Especial 60 Anos Globo |                              |

### Cinema
| Ano  | Título                                      | Papel              |
| ---- | ------------------------------------------- | ------------------ |
| 2003 | Casseta & Planeta: A Taça do Mundo É Nossa  | Denílson / Pelé    |
| 2006 | Casseta & Planeta: Seus Problemas Acabaram! | Vários personagens |
| 2014 | Muita Calma Nessa Hora 2                    | Segurança          |
| 2018 | O Amor Dá Trabalho                          | Xiva               |
| 2019 | Correndo Atrás                              | Berinjela          |
| 2022 | Vizinhos                                    | Otaviano           |
| 2023 | Perdida                                     | Dr. Almeida        |
| 2025 | Todo Mundo (Ainda) Tem Problemas Sexuais    | Jorge              |

### Internet
| Ano             | Título                      | Papel     | Nota                                            |
| --------------- | --------------------------- | --------- | ----------------------------------------------- |
| 2016            | Totalmente Sem Noção Demais | Zé Pedro  | spin-off online da Telenovela Totalmente Demais |
| 2016 - presente | Casseta & Planeta           | Ele mesmo | Canal no YouTube                                |